# Phanaeus lecourti
Phanaeus lecourti är en skalbaggsart som beskrevs av Arnaud 2000. Phanaeus lecourti ingår i släktet Phanaeus och familjen bladhorningar. Utöver nominatformen finns också underarten P. l. peruanus.